# 楢村玄正
楢村 玄正（ならむら はるまさ）は、戦国時代から江戸時代初期にかけての武将。宇喜多氏の家臣。後陽成天皇から「コトシヨリ花咲初ル橘ノイカデ昔ノ香ニ匂フラン」と書かれた宸筆色紙を賜る（『楢村系図』）。

## 略歴
楠木正成の子孫楠木正虎の子を称す（『楢村系図』）。宇喜多氏の家臣であった楢村監物の養子となる。
3100石を知行し、与力23人、鉄砲足軽40人を率いた。小田原征伐や文禄・慶長の役に従軍。慶長4年（1599年）のお家騒動の際は戸川達安に与同して大坂の宇喜多邸に籠るが、後に大谷吉継の仲介もあって主家に帰参する。しかし、慶長5年（1600年）の関ヶ原の戦いへの参陣を拒否されて再び主家を退出し、大和国奈良に閉居した。
慶長7年（1602年）、徳川家康より備中国に2千石を与えられた。その後、長男・孫兵衛之正の系統は断絶するが、次男・伊左衛門正隆の系統が藩士として存続する。